# سیارک ۲۴۶۹۹
سیارک ۲۴۶۹۹ (به انگلیسی: 24699 Schwekendiek، نامگذاری:1990TJ7) بیست و چهار هزار و ششصد و نود و نهمین سیارک کشف شده‌است که در ۱۳ اکتبر ۱۹۹۰ کشف شد.
قدر مطلق سیارک برابر ۸.۱ است.